# Урумы
Уру́мы, Урумеи, Урумские греки, Урумейские греки (урумск. урумлар, урумнар, крымскотат. Urumlar, греч. Ουρούμ), также греко-татары — один из народов Крыма и Северного Приазовья, разговаривают на урумском языке (чрезвычайно близком к крымскотатарскому языку).

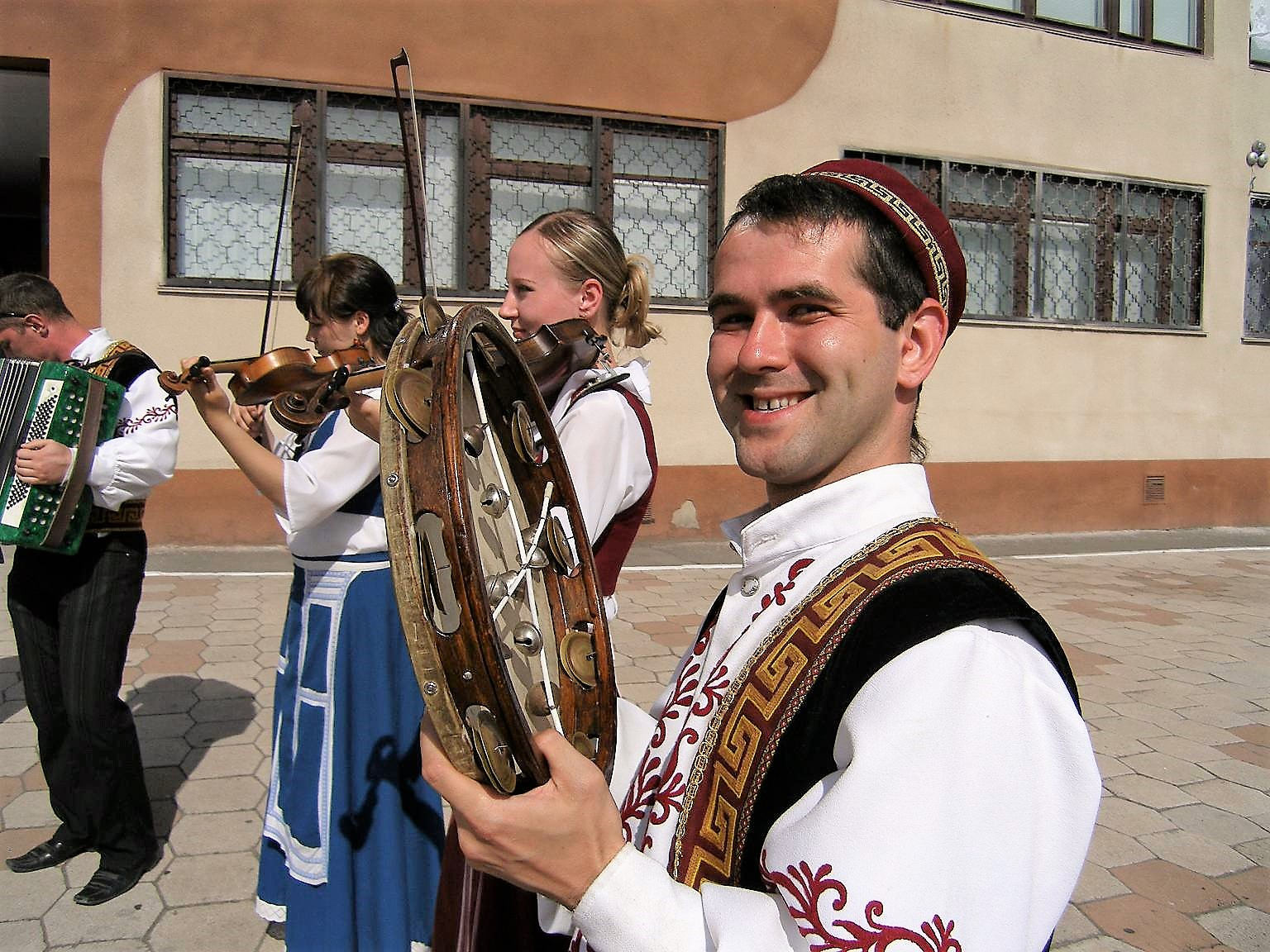

## Происхождение
По поводу происхождения урумов существует две версии. Согласно первой версии, урумы возникли либо в результате перехода части греков Крыма на крымскотатарский язык (по одной из гипотез, тюркский язык был воспринят частью малоазийских греков, переселившихся в Крым). Согласно другой — урумы возникли вследствие принятия частью крымских татар христианства.

## Этноним
Термин «урум» происходит от арабского слова رُوم‎ («рум»), означающего «римлянин, римский», а впоследствии — «византийский» (восточно-римский) и «греческий». Слова, начинающиеся с согласного «р», были нетипичными для тюркских языков, поэтому, чтобы облегчить произношение, их носители добавляли к началу слова гласную. Однако в современном турецком языке написание «urum» считается устаревшим, несмотря на то, что оно продолжает бытовать; за литературную форму принято написание «rum».

## Приазовские урумы
Исторически греки Крыма (а позже сопредельного Приазовья; совр. Донецкая область Украины) были представлены двумя группами:
- эллиноязычными румеями и
- тюркоязычными урумами.

Обе группы населяли данный регион столетиями (они состояли из потомков греческих колонистов IV века до н. э.—IV века н. э. а также тех, кто в разное время иммигрировал из Анатолии в индивидуальном порядке), — однако последние прошли через ряд социальных и культурных перипетий, в результате которых их родным языком стал тюркский. По убеждению, впрочем, ряда исследователей, определённую, если не почти исключительную роль в этногенезе урумов сыграло коренное христианское население Приазовья: в первую очередь греки, готы и аланы.
Приазовские урумы исповедуют православие. На протяжении своей этнической истории они представляли собой изолированную группу — и не селились в населённых пунктах румеев. По оценке тюрколога Николая Баскакова, в 1969 году на Украине проживало 60 тысяч носителей урумского. По всеукраинской переписи 2001 года, из 77 516 греков Донецкой области 70 373 указали в качестве родного языка русский, 2502 — украинский и 4153 — «язык своей национальности».